# Pseudocophotis
Genre
Pseudocophotis est un genre de sauriens de la famille des Agamidae.

## Répartition
Les espèces de ce genre se rencontrent au Viêt Nam et en Indonésie.

## Liste des espèces
Selon The Reptile Database (13 janvier 2016) :
- Pseudocophotis kontumensis Ananjeva, Orlov, Truong & Nazarov, 2007
- Pseudocophotis sumatrana (Hubrecht, 1879)

## Publication originale
- Manthey & Grossmann, 1997 : Amphibien & Reptilien Südostasiens. Natur und Tier Verlag (Münster), p. 1-512.